# مانغوبورا
مانغوبورا (بالإنجليزية: Mangupura)‏ هي منطقة سكنية تقع في إندونيسيا في Badung Regency.